# Jarosław Godun
Jarosław Godun – polski dyplomata i menedżer kultury. 

## Życiorys
Uzyskał doktorat z nauk teologicznych na Uniwersytecie Bukareszteńskim.
W 2001 rozpoczął pracę jako pracownik ataszatu kulturalno-naukowego Ambasady RP w Bukareszcie, zaś od 2006 do 2010 był dyrektorem Instytutu Polskiego w Bukareszcie. Następnie kierował Instytutem Polskim w Kijowie (2010–2014) oraz Sofii (2015–2020). W międzyczasie pracował w Polskim Instytucie Dyplomacji w Warszawie. Od 2 lutego 2022 do 21 kwietnia 2022 zastępca dyrektora Biura Ministra w Ministerstwie Spraw Zagranicznych. Od 15 września 2023 zastępca dyrektora Departamentu Dyplomacji Publicznej i Kulturalnej MSZ. W czerwcu 2024 ponownie został dyrektorem Instytutu Polskiego w Kijowie.
Posługuje się: angielskim, bułgarskim, rumuńskim, rosyjskim i ukraińskim.
Żonaty z Cristiną Godun, ojciec dwójki dzieci.

## Odznaczenia
- Odznaka Honorowa za Zasługi dla Ochrony Praw Dziecka – 2017[7]
- Wielki Oficer Order Zasługi Kulturalnej(inne języki) (Kategoria F – Promocja Kultury) – Rumunia; 2010[8]